# Мондолькири
Мондолькири (кхмер. ខេត្តមណ្ឌលគិរី) — провинция в восточной части Камбоджи. Площадь составляет 14 288 км². Административный центр — город Сенмонором.

## География
Граничит с провинциями Ратанакири (на севере), Стынгтраенг (на северо-западе) и Кратьэх (на западе), а также с Вьетнамом (на юге и востоке). Мондолькири известна лесистыми холмами и многочисленными мощными водопадами. Согласно докладу организации Global Witness серьёзный ущерб природе провинции наносят нелегальные вырубки девственных тропических лесов.

## Население
80 % населения провинции составляют 10 этнических меньшинств, наиболее значительное из которых — пнонг. Оставшиеся 20 % представлены кхмерами, китайцами и тямами.
По данным на 2013 год численность населения составляет 81 053 человека. По данным переписи 2008 года население насчитывало 60 811 человек.
Динамика численности населения провинции по годам:
| 1998   | 2005   | 2008   | 2013   |
| ------ | ------ | ------ | ------ |
| 32 407 | 42 412 | 61 107 | 81 053 |

## Административное деление
В административном отношении провинция делится на 5 округов, которые, в свою очередь, подразделяются на 21 коммуну и 98 деревень. Округа провинции:
| Код  | Рус.       | Кхмерск. | Лат.        |
| ---- | ---------- | -------- | ----------- |
| 1101 | Каев Сеима | កែវសីម៉ា     | Kaev Seima  |
| 1102 | Каох Неак  | កោះញែក      | Kaoh Neak   |
| 1103 | О Реанг    | អូររាំង     | O Reang     |
| 1104 | Печ Ченда  | ពេជ្រាដា     | Pech Chenda |
| 1105 | Сенмонором | សែនមនោរម្យ  | Senmonorom  |

## Экономика
Население Мондолькири живёт за счёт сельского хозяйства, выращивая рис, фруктовые деревья и различные овощи. Выращиваются также кофе, каучук и орехи кешью.